# Дигар, Дидье
Дидье́ Фредери́к Тьерри́ Дига́р (фр. Didier Frédéric Thierry Digard; род. 12 июля 1986, Жизор, Франция) — французский футболист, полузащитник, футбольный тренер.

## Карьера

### Клубная
Дидье Дигар — воспитанник клуба «Гавр». Дебютировал в команде 29 октября 2004 года в матче Лиги 2 против «Дижона»
.
Первый гол за «Гавр» полузащитник забил также в ворота «Дижона» (31 марта 2006 года)
.
За «Гавр» Дигар выступал до окончания сезона 2006/07 и провёл в Лиге 2 72 матча, в которых забил 3 гола.
Летом 2007 года полузащитник перешёл в «Пари Сен-Жермен». Провёл первый матч за столичный клуб 4 августа 2007 года в матче Лиги 1 против «Сошо»
.
Всего в сезоне Дигар выступал за ПСЖ в Лиге 1 в 16 матчах, из которых только 4 сыграл полностью. В июле 2008 года он стал игроком английского «Мидлсбро».
Дидье Дигар впервые сыграл в английской Премьер-лиге 16 августа 2008 года в матче с «Тоттенхэмом». Француз заменил на поле во втором тайме Тунджая Шанлы и отдал голевую передачу на Мидо
.
10 дней спустя в матче Кубка лиги против «Йовил Таун» полузащитник забил первый гол за английский клуб
.
По итогам сезона «Мидлсбро» занял предпоследнее, 19-е место в чемпионате и покинул Премьер-лигу. Первую половину следующего сезона Дигар отыграл в Чемпионшипе, после чего отправился в аренду в «Ниццу».
Дебютировал в составе «Ниццы» 10 января 2010 года в матче Кубка Франции с «Плабеннеком», заменив на 73-й минуте встречи Сержа Ньюядзи
.
Первый гол за команду полузащитник забил 30 января 2010 года в ворота Стефана Руффье из «Монако»
.
По окончании сезона 2010/11 «Ницца» выкупила трансфер футболиста.

### В сборной
С 2002 по 2006 год Дидье Дигар выступал за юношеские сборные Франции различных возрастов, начиная с 16-летнего. В составе сборной до 19 лет принимал участие в юношеском чемпионате Европы — 2005. Полузащитник сыграл на турнире 4 матча
 и стал чемпионом континента в своей возрастной категории.
В 2007—2009 годах выступал за молодёжную сборную страны. За это время сыграл за команду 5 матчей. Принимал участие в отборочном турнире к молодёжному чемпионату Европы—2009
.

### Тренерская
После ухода из профессионального футбола Дигар вернулся в «Ниццу», где был назначен ассистентом молодёжной команды. В 2021 году был назначен главным тренером резервной команды, а в 2022 году стал ассистентом тренера основной команды. 9 января после отставки Люсьена Фавра стал исполняющим обязанности тренера.
1 июля 2024 года Дидье Дигар был назначен главным тренером «Гавра».

## Статистика
| Клуб                | Сезон   | Национальный чемпионат | Национальный чемпионат | Национальный чемпионат | Национальные кубки | Национальные кубки | Континентальные кубки | Континентальные кубки | Всего | Всего |
| Клуб                | Сезон   | Лига                   | Игры                   | Голы                   | Игры               | Голы               | Игры                  | Голы                  | Игры  | Голы  |
| ------------------- | ------- | ---------------------- | ---------------------- | ---------------------- | ------------------ | ------------------ | --------------------- | --------------------- | ----- | ----- |
| Гавр                | 2004/05 | Лига 2                 | 15                     | 0                      | 2                  | 1                  | 0                     | 0                     | 17    | 1     |
| Гавр                | 2005/06 | Лига 2                 | 30                     | 2                      | 3                  | 0                  | 0                     | 0                     | 33    | 2     |
| Гавр                | 2006/07 | Лига 2                 | 27                     | 1                      | 2                  | 0                  | 0                     | 0                     | 29    | 1     |
| Всего за «Гавр»     |         |                        | 72                     | 3                      | 7                  | 1                  | 0                     | 0                     | 79    | 4     |
| Пари Сен-Жермен     | 2007/08 | Лига 1                 | 16                     | 0                      | 3                  | 0                  | 0                     | 0                     | 19    | 0     |
| Всего за ПСЖ        |         |                        | 16                     | 0                      | 3                  | 0                  | 0                     | 0                     | 19    | 0     |
| Мидлсбро            | 2008/09 | Премьер-лига           | 23                     | 0                      | 4                  | 1                  | 0                     | 0                     | 27    | 1     |
| Мидлсбро            | 2009/10 | Чемпионшип             | 9                      | 0                      | 0                  | 0                  | 0                     | 0                     | 9     | 0     |
| Всего за «Мидлсбро» |         |                        | 32                     | 0                      | 4                  | 1                  | 0                     | 0                     | 36    | 1     |
| Ницца               | 2009/10 | Лига 1                 | 12                     | 1                      | 1                  | 0                  | 0                     | 0                     | 13    | 1     |
| Ницца               | 2010/11 | Лига 1                 | 24                     | 0                      | 4                  | 0                  | 0                     | 0                     | 28    | 0     |
| Ницца               | 2011/12 | Лига 1                 | 30                     | 0                      | 3                  | 0                  | 0                     | 0                     | 33    | 0     |
| Ницца               | 2012/13 | Лига 1                 | 24                     | 1                      | 4                  | 0                  | 0                     | 0                     | 28    | 1     |
| Всего за «Ниццу»    |         |                        | 90                     | 2                      | 12                 | 0                  | 0                     | 0                     | 102   | 2     |
| Всего               |         |                        | 210                    | 5                      | 26                 | 2                  | 0                     | 0                     | 236   | 7     |

## Достижения
- Чемпион Европы среди юношей (до 19 лет) (1): 2005
- Обладатель Кубка французской лиги (1): 2007/08
- Финалист Кубка Франции (1): 2007/08